# Liphistius panching
Liphistius panching is een spinnensoort uit de familie Liphistiidae. De soort komt voor in Maleisië.